# Машкино (Москва)
Ма́шкино — упразднённая деревня, вошедшая в состав территории Москвы в 1984 году.
Находилась в составе района Куркино (СЗАО) в Москве. 
По деревне названы:
- Машкинское шоссе
- Машкинский ручей (левый приток Сходни)
- Машкинский пруд

## Название
Своё название владельческая деревня получила по фамилии одного из первых владельцев. Скорее всего, это был служилый человек Машков (Мачков), внук новгородского боярина Матвея Машко (Мачко), жившего в XIV столетии. Тогда Машкино было сельцом, то есть центром небольшого частного владения, но затем попало, по какой то причине, в состав дворцовых (казённых, царских) владений.
На карте Московского уезда, от 1849 года, деревня называется Машкина. Деревня 

## История
Писцовая книга 1585—1586 годов застала бывшее сельцо не в лучшие времена. В соответствии записи, в составе Черкизовской вотчины царевича Ивана Ивановича числится «…пустошь, что было сельцо Машкино… да к тому ж сельцу припущены в пашню две пустоши: пустошь Пестово, да пустошь Горбуново…» В Смутное время Черкизовская дворцовая волость стала настолько разорена, что не смогла оправиться даже к середине XVII в. На её колоссальной территории в верховьях рек Всходни и Клязьмы, где прежде числились несколько десятков живых деревень и более сотни пустошей, переписная книга 1646 года отмечает только село Черкизово и одну единственную деревню Ищево. Одни земли из дворцовой вотчины при царе Михаиле Фёдоровиче были розданы служилым людям, которые снова населили их крестьянами, но о сельце Машкине не появляется сведения ни в 1627, ни в 1646 году. Возможно, что пустоши Машкино и Филино перешли из дворцового ведомства к собственницу Куркина и Юрова боярину Ивану Алексеевичу Воротынскому, а далее как приданое его дочери Натальи Ивановны достались её мужу князю Петру Алексеевичу Голицыну (1660—1722), за которым числились на заключительном этапе XVII — начале XVIII в. Исполняя обязанности посла в Вене, наместника в Архангельске, Риге, Киеве, он не имел возможности заниматься своим подмосковным имением. В 1709 г. в Машкине числится семь дворов крестьянских и четыре двора пустых: в одном хозяин был взят в солдаты, бывшие домочадцы остальных дворов за «скудостью» жили у родственников. После смерти князя П. А. Голицына судьбы соседствующих селений разделились. Машкино снова стало сельцом и совместно с деревней Филино досталось его старшему сыну Василию Петровичу, а после перешло к внуку, корнету гвардии Ивану Васильевичу Голицыну (1712—1773). Сельцо находилось в 1,5 верстах (1,6002 км) от Петербургской дороги и в 21 версте (22,4028 км) от Москвы. В XVIII в. здесь имелись «дом господский деревянный», «пруд без рыбы», в несколько раз увеличилось население граждан. В 1760—1770-х гг. в Машкине числилось уже 20 крестьянских дворов, в которых проживали 144 человека (мужчин и женщин). В 1800 г. сельцо находилось за дочерью И. В. Голицына под опекой родственника — полковника И. С. Долгорукова. Значительные перемены происходят после 1800 г., когда имение снова разделилось. Часть его оказалась во владении Александры Яковлевны Гиршфепьд (урождённая княжна Долгорукова). В господском доме поселяются дворовые, переведённые из имения её мужа, а из местных крестьян двое отпущены на свободу, двое проданы, четверо переведены в деревню Филино. До 1812 г. двоюродный брат И. В. Голицына князь Сергей Александрович Меншиков, уже действительный тайный советник и сенатор, собрал в одни руки владения собственных родственников в Юрове, Машкине и Филине. Во время французского нашествия его имение было разорено неприятельскими фуражирами. В Филине, находившемся на Санкт-Петербургской дороге, были сожжены все 33 крестьянских дома, в остальных деревнях французы разграбили весь хлеб и немаловажную часть скота, который крестьяне не успели спрятать. Последним помещиком в Машкине с 1815 по 1861 гг. был Александр Сергеевич Меншиков. Придворный генерал-адъютант и адмирал регулярно находился в основном в Петербурге, а его подмосковное имение пришло в упадок. В сельце, которое после утраты господского дома стало числиться деревней, крестьяне жили в бедности. В 1852 г. здесь, как и столетие назад, числится 20 крестьянских дворов, а число граждан даже уменьшилось на семь душ, так как часть крестьян переселилась, видимо, в Кобылью Лужу и Филино, где близость огромной дороги давала крестьянам дополнительные заработки. Крестьянское хозяйство велось примитивно: сеяли рожь, овёс, сажали картофель. Было мало скота: даже в середине 1870-х гг. половина домохозяев не имели лошадей и коров. Выживали за счёт неземледельческих промыслов. 36 человек уходили из деревни на заработки по «годовым билетам» в Москву и другие места. В трёх дворах 14 женщин и девочек вязали чулки на продажу. За последнюю четверть XIX и начало XX в. выросло число граждан. В 1899 г. в Машкине было 26 изб, в которых проживало 116 человек. Две семьи числились отсутствующими — ушли на заработок. Дополнительным источником жизни граждан как и прежде являлись неземледельческие промыслы. Первая мировая война, события 1917 г. и гражданской войны привели к тому, что крестьяне потеряли некоторые источники подсобных заработков. Но зато по причине конфискации крупного частного землевладения существенно увеличились размеры земельных угодий крестьян и — за счёт покупки — поголовье имевшегося у них скота. Во время осуществления коллективизации в Машкине организовали колхоз «Труженик». Всевозможных лошадей крестьяне свели на колхозный двор, но трудовые дни, которые введены в колхозе, не обеспечивали потребностей крестьян. Образование поблизости нового рабочего посёлка, а далее города Химки с его крупными промышленными предприятиями привело к уходу большой сегменты граждан деревни в промышленность. В послевоенные годы машкинский колхоз вошёл в состав большого совхоза «Путь к коммунизму» (Ныне совместное сельскохозяйственное предприятие «Химки»). С ростом города Химки часть земельных угодий вблизи Машкина была отведена под городское кладбище. Его расширение привело к тому, что в 1985—1990 гг. вокруг деревни сформировалась очень неблагополучная экологическая обстановка. Обитатели переселены в Химки и Зеленоград. На месте бывшей деревни построены разные склады.